# 珍岛

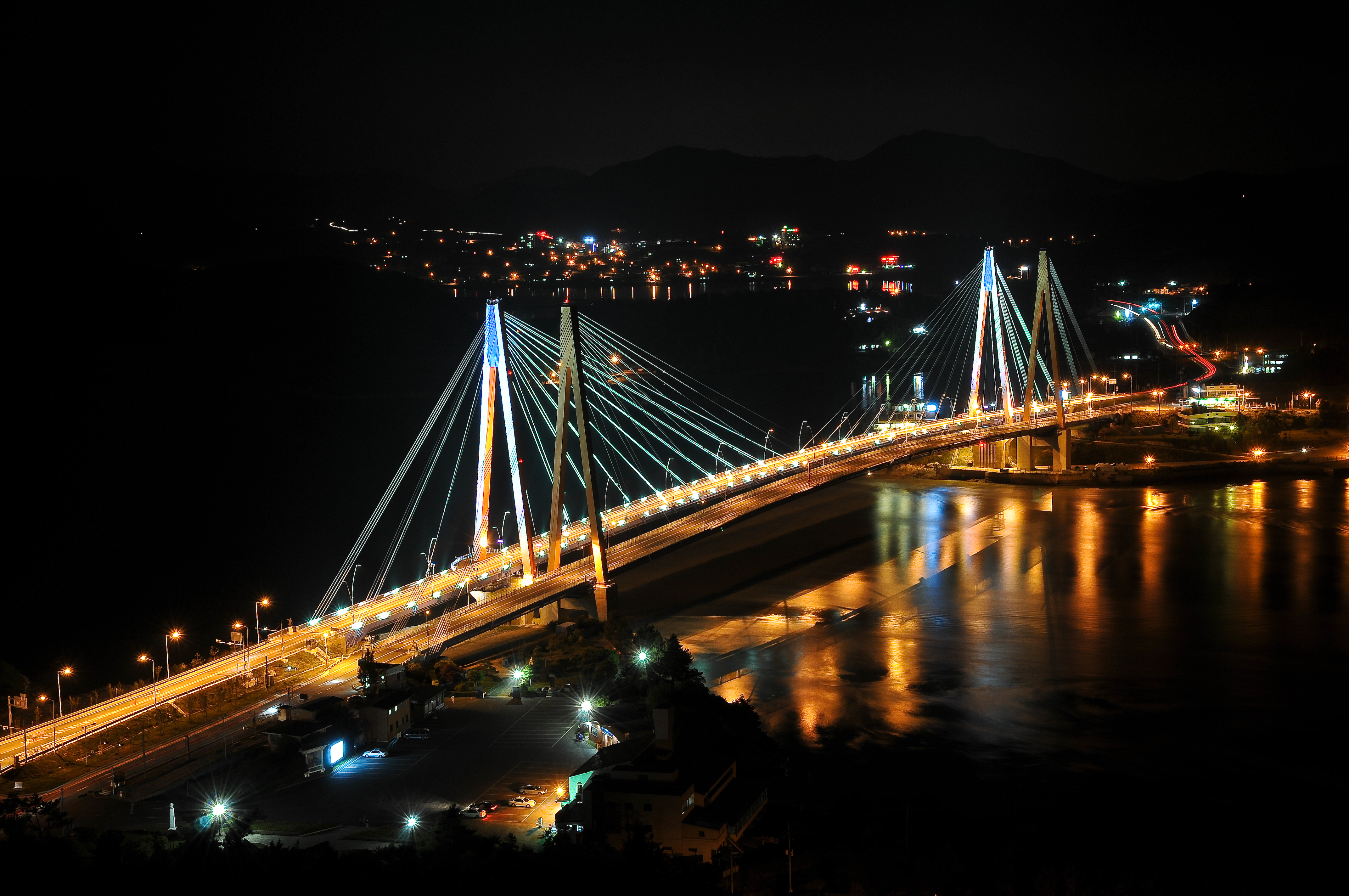
珍岛大桥

珍岛（：／ Jin do */?）位于大韩海峡西南的全罗南道海岸线，是韩国第三大岛，面积334平方公里。 珍岛郡由珍岛和周边一些小岛屿构成。
珍岛与大陆之间的海峡被称为鸣梁海峡。1597年，李舜臣将军曾在此击败大规模入侵的倭寇，史称“鸣梁大捷”。
珍岛同海上的小岛茅岛之间，有一条天然形成的海路。每年海水退潮海路就会出现，在涨潮时又会消失，就像《旧约》中摩西的故事，被称为“韩国的摩西奇迹”。
珍岛当地的犬珍岛犬是世界名犬之一。